# Kahi Kavszadze
Kahi Kavszadze grúzul: კახი კავსაძე  Kakhi Kavsadze (Tbiliszi, 1935. június 5. – Tbiliszi, 2021. április 27.) grúz színész. A Sota Rusztaveli Akadémiai Színház vezető színésze. a Grúz Szovjet Szocialista Köztársaság népművésze (1981). A Kote Mardzsanisvili (2009) és a Sota Rusztaveli Állami Díj (2010) kitüntetettje. Felesége Bella Mirianasvili színésznő volt.

## Életrajza
Tbilisziben született. Születése után szülei Tkibuliba költöztek. Apját, Lotbari Davit Kavsadzét 1941-ben behívták a második világháborúba. A Vörös Hadsereg 224. lövészdandárjában szolgált, amikor elfogták. Egy grúz hadifogolytábor kórusának élére nevezték ki. A háború után, 1946. január 10-én a szovjet hatóságok letartóztatták, árulással vádolták és a Szverdlovszki területre száműzték, ahol meghalt.
Kahi Kavsadze 1959-ben végzett a Sota Rusztaveli Színházi Intézet színész karán, és attól az évtől a Rusztaveli Akadémiai Színház színésze lett. Filmes debütálására az 1950-es években került sor. Pályája során több elismerésben részesült, köztük a Grúzia népművésze kitüntetést 1981-ben, kapta meg. 1989-ben a Dusanbei Összoroszországi Filmfesztivál díjazottja volt.
Emlékezetes színházi alakításai között megemlítendő : Adam ("Isteni színjáték"),  Iliko ("Én, nagymama, Iliko és Illarion"), Simon ("A kaukázusi krétakör"), Lord Hasting (III. Richárd),  Kent ("Lear király"), Raszputyin ("Kovacsi Kacsantiradze") stb.
2008. október 23-án a Rusztaveli Színház előtt leleplezték csillagát.
2013- ban a rendező, Nana Dzsanelidze dokumentumfilmet készített róla – „Bárcsak lenne ott színház?!” címmel.
2020. november 28-án a Covid19 vírus okozta akut légzési elégtelenséggel kórházba került, ahol lélegeztetőgépre helyezték. Állapota decemberben javult, és jó egészségben hagyta el a kórházat.
Februárban azonban ismét kórházba került. Az  Egyetemi Klinikán 2021. április 27-én halt meg.  Búcsúztatására a Rusztaveli Színházban került sor. Tbilisziben a  Szaburtalói temetőben temették el, felesége, Bella Mirianasvili mellé.

## Filmográfia
- 1956: "A levegő dala" rendező: Siko Dolidze
- 1957: "Személyesen ismert” (Karacsohel) rendező: Sztyepan Kevorkov
- 1960: "Százados" (orosz) Lado
- 1961: "Az ördög száma" (orosz) (grúz) rendező. Armand P.
- 1965: "The Prize" (Munkás) rendező. Giorgi Sengelaja
- 1966: "The Cold One” (Dzsamleti-Batonisvili) rendező. Giorgi Sengelaja
- 1968: "A metamorfózis" rendező. Lana Gogoberidze
- 1968: "Harcra alkalmatlan" (1968) Vahtang Skirtladze
- 1969: "A sivatag fehér napja" (orosz) (1969) (Black Abdullah) rendező. Vlagyimir Motil
- 1970: "A lány és a katona" rendező. Temur Palavandisvili
- 1971: "Nyakék kedvesemnek” (Zauri) rendező. Tengiz Abuladze
- 1972: "Facsemeték" (Dávid) r. Revaz (Rezo) Cseidze
- 1973: "Lázár kalandjai" (diakónus) Rendező: Kartlos Hotivari, Ramaz (Buba) Hotivari
- 1973: "The Tsikipurts" (munkatárs) rendező. Rezo Esadze
- 1973: "Mi jövünk és énekelünk" (Rabló) Rendezők: Neli Nenova, Geno Csulaia
- 1973: "A Hold elrablása" rendező. Tamaz Meliava
- 1973: "The Sun of Autumn" (Samson) rendező. Temur Palavandisvili
- 1973: "A Veri negyed dallamai” (Innocent) rendező Giorgi Sengelaja
- 1975: "The Ferry" rendező. Geno Khojava
- 1975: "Ivanika és Simonika" (Deacon) r. Pavle Csarkviani
- 1975: "Szombat este" (Útmunkás) rendezés. Ramaz Sarabidze
- 1975: "Hőmérő" (Útmunkás) rendező. Ramaz Sarabidze
- 1975: "Három rubel" (Útmunkás) rendező. Ramaz Sarabidze
- 1975: "Szerelem első látásra” (Szelim, Murad nagybátyja) rendező. Rezo Esadze
- 1975: "A lépcsőház" rendező. Revaz Csarhalasvili
- 1975: "The Wine Thieves" (Elibo) rendező. Valerian Kvacsadze
- 1975: "Knights Errant" (A virágárus) rendező. Temur Palavandisvili
- 1975: "Felfordulás Salhinetiben” (Sasiko) rendező. Lana Gogoberidze
- 1976: "Mint a reggeli köd” (Guram Begiasvili) rendező. Geno Hodzsava
- 1976: "A kívánság fája" (Jorami) rendező. Tengiz Abuladze
- 1976: "Anara városa” (Vendég) rendező. Irakli Kvirikadze
- 1977: "Három menyasszony" (Útmunkás) rendező. Revaz Csarhalasvili 1
- 1977: "The Peak Conquerors" (Útmunkás) Rendezők Revaz (Rezo) Gabriadze, Amiran Darsavelidze
- 1977: "Aesculapius tanítványa" rendező. Otar Abesadze
- 1978: "Break" rendező. Bahadur Csuladze
- 1978: "Kvarkvare" (Tite Natutari) rendező. Devi Abasidze
- 1979: "Gyima a Kaukázusban” (Atadzsuk Vahvari) r. Hasan Hazskasimov
- 1979: "A tizenharmadik disznó" rendező. Revaz Csarhalasvili
- 1980: "Szülőföldem!” (a Kerületi Bizottság titkára)” rendező. Revaz (Rezo) Cseidze
- 1980: "Siker (Szerencse)" rendező. Bahadur Csuladze
- 1980: "Tbiliszi, Párizs, Tbiliszi” (Manuchari) rendező. Leila Abasidze
- 1980: "Everyone Wants Love" (Cola) Rendezők: Miheil Csiaureli (Jr.), Giorgi Sengelaja
- 1981: "Three Days of Hot Summer" (Szulhani) rendező. Merab Kokocsasvili
- 1982: "Fogadják a kihívást, idősek!” (Rippafrata-Cavaleri) rendező. Konstantine (Kote) Surmava
- 1982: "II. Demetriusz" (katolikus) r. Ramaz (Buba) Hotivari
- 1983: "Az eskü könyve" Rendezők Grigol (Giga) Lortkipanidze, Amiran Darsavelidze
- 1983: "Bandita a téglagyárból" (gyárigazgató) rendező. Giorgi (Gia) Mataradze
- 1983: "Köszönöm, Ratil" rendező. Giorgi Kalatozisvili
- 1984: "Georgians in the Sky” (Utas) rendező Omar Gvasalia
- 1984: "Vezeklés" rendező Tengiz Abuladze
- 1984: "A halhatatlanság fehér rózsája" rendező. Nana Mcsedlidze
- 1984: "Mielőtt eláll az eső" rendező. Keti Dolidze
- 1985: "Mr. Adventurers” (Bucsa Gvineria) rendező. Bidzina Cseidze
- 2021: "The Fourth Brighton” (Sergo) rendező. Levan Koguashvili1988: "A Crime Has Been Committed" (Andro) rendező. Nana Mcsedlidze
- 1989: "Don Quijote és Sancho élete" (Don Quijote) rendező. Revaz (Rezo) Cseidze
- 1989: "Besame" (Maestro) rendező. Nino Ahvlegyiani
- 1989: "A magányos vadász" (Vakhtang) rendező. Keti Dolidze
- 1991: "A hazugság bölcsessége” (A tehénfarkú paraszt) r. Nana Hatiskatszi
- 1991: "Én, Pele keresztapja!” (Lado) rendező. Miheil Csiaureli (ifj.)
- 1991: "Szökés az ország szélére" (orosz) (utazó cirkusztulajdonos)
- 1991: "Rettegett Iván cár" (Rettegett Iván)
- 1992: "The Golden Spider" (Csecsenföld) Rendezők: Miheil Antadze, Giorgi (Gogi) Kavtaradze, Davit Kvirtskhalia
- 1993: "A bohóc bosszúja" 1993: Shylock (Shylock)
- 1994: "Altatódal" (Keto nagypapája) rendező. Nana Dzsanelidze
- 1995: "Fear" (Iskolaigazgató) r. Zaur Savaneli
- 1996: "Orpheusz halála" (Elizbar) rendező. Giorgi Sengelajia
- 1996: "Egy kulináris szerelmes 1001 receptje” (Elnök) rendező. Nana Dzsordzsadze
- 1997: "A Paradicsom galambjai” (Dandártábornok) r. Goderdzi Csoheli
- 1999: "A megláncolt lovagok" (Don Quijote) rendező. Goderdzi Csoheli
- 2000: "Nuca Iskolája” (Pap) rendező. Merab Kokocsasvili
- 2001: "The Heirs" (orosz) rendező David Hotivari
- 2004: "Kresztovszkij gróf" (orosz) (Timo Saria)
- 2005: "The Heirs 2" (orosz) rendező: David Hotivari
- 2005: "Jön a vonat" (Lanstanbury) rendező. Giorgi Sengelaja
- 2006: "Golden Idol" (orosz) (Gigineisvili) r. Uljana Silkina
- 2009: "Tbilisi Love Story” (Nika) r. Irakli Csikvadze
- 2009: "Lövések az űrből" rendező. Sota Kalandadze
- 2011: "A bor bölcsője” (dokumentumfilm) r. Merab Kokocsasvili
- 2011: "Bárcsak lenne ott színház?!” (dokumentumfilm) rendező. Nana Dzsanelidze
- 2013: "Az én színházam" rendező. Sota Kalandadze
- 2014: "A művész múzsái" rendező. Sota Kalandadze
- 2014: "Kedves Feleség" rendező. Sota Kalandadze
- 2021: "The Fourth Brighton” (Sergo) rendező. Levan Koguasvili

## Színházi szerepeiből

### Rusztaveli Színház
- William Shakespeare "Hamlet" (Fortinbras) rendező. Dimitri Aleksidze
- Giorgi Mdikani „Therese születésnapja” (Marseille) rendező. Dimitri Aleksidze
- Mikheil Mrevlishvili "Nikoloz Baratashvili" (Davit Dadiani) rendező. Dimitri Aleksidze
- Levan Sanikidze "Kutaturi" (Kote) rendező. Dimitri Aleksidze
- Vanion Daraseli "Song about Shevarden" (Titiko) rendező. Mikheil Tumanishvili
- Richard Nash "The Rainmaker" (Noah) rendező. Badri Kobakhidze
- Isidore Stock "The Divine Comedy" (Adam) rendező. Badri Kobakhidze
- Bertolt Brecht "The Three Penny Opera" (Jimmy) rendező. Dimitri Aleksidze
- Sulkhan-Saba Orbeliani „A hazugság bölcsessége” (Paraszt, Fiú, Nevetés, Király) rendező. Nana Khatiskatsi
- Nodar Dumbadze "Sunny Night" (Gurami) rendező. Robert Sturua
- Vazha-Pshavela "Cut Off" (Chonta) rendező. Archil Chkhartisvili
- Archil Sulakauri "Salamura" (Gyere és menj) rendező. Robert Sturua
- Shalva Dadiani "A tegnapi emberek" (Tavadi Kotsia) Rendező Temur Chkheidze
- Nodar Dumbadze „Vádirat” (Devdariani) r. Robert Sturua Alekszandr
- Szumbatasvili-Juzsinin "Hazaárulás" (Szoleimani) rendező. Robert Sturua
- Nodar Dumbadze „Én, nagymama, Iliko és Ilariono” (Iliko) rendező. Robert Sturua
- Bertolt Brecht "A kaukázusi krétakör" (Simon Chachava) r. Robert Sturua
- William Shakespeare "III. Richard" (Lord Hastings) rendező. Robert Sturua
- Carlo Goldoni "A gyönyörű grúz nő" (Akbar) rendező. Avtandil Varsimashvili
- William Shakespeare "Lear király" (Kent) rendező. Robert Sturua
- Alexander Chkhaidze "Háromtól hatig" (Kobalava kapitány) r. Badri Kobakhidze
- Mikheil Javakhishvili "Kvachi Kvachantiradze" (Rasputyin) rendező. Avtandil Varsimashvili
- Irakli Samsonadze "Ahol a folyó folyik" (Mózes) rendező. Goga Tavadze
- Lasha Tabukashvili "Mi van, ha a lila nedves?" (Mr. Dave) Rendezők: Robert Sturua,
- David Khinikadze Ronald Harwood "Régi bohócok" (Cote) rendező. Gocha Ka

### Synatic Színház Washington
- 2003 : Dzsokola szerepét játszotta Vazsa-Psavela "A vendég-házigazda" című filmjében a washingtoni Synatic Színházban.

### Moszkvai Művészeti Színház
- Ronald Harwood "Quartet" rendező. R. Marholia

## Díjai és elismerései
- 1976 : a Grúz Szovjet Szocialista Köztársaság tiszteletbeli művésze
- 1981 : a Grúz Szovjet Szoocialista Köztársaság népművésze
- 2001 : Ippolite Hvicsia díj "Ippo"
- 2008 : Kahi Kavsadze "Csillaga"  a Rustaveli Színház előtt .
- 2009 : Kote Mardzsanisvili állami díj
- 2010 : Sota Rusztaveli állami díj
- 2014 : Tbiliszi díszpolgára
- 1998 : Becsületrend

## Fordítás
Ez a szócikk részben vagy egészben  a(z)   კახი კავსაძე című grúz Wikipédia-szócikk fordításán alapul.  Az eredeti cikk szerkesztőit annak laptörténete sorolja fel. Ez a jelzés csupán a megfogalmazás eredetét és a szerzői jogokat jelzi, nem szolgál a cikkben szereplő információk forrásmegjelöléseként.